# Onciale 0171
- Papyrus
- Onciale
- Minuscules
- Lectionnaire

Le Codex 0171, portant le numéro de référence 0171 (Gregory-Aland), ε 07 (Soden), est un manuscrit du Nouveau Testament sur parchemin écrit en écriture grecque onciale.

## Description
Le codex se compose de deux folios. Il est écrit en deux colonnes, de 23 lignes par colonne. Les dimensions du manuscrit sont 5.7 x 9.2 cm. Les paléographes datent ce manuscrit du IIe siècle ou IIIe siècle,.
C'est un manuscrit contenant le texte incomplet de l'Évangile selon Matthieu (10,17-23.25-32) et Évangile selon Luc (22,44-56.61-64).
Il utilise des Nomina sacra.
Le texte du codex représenté est de type occidental. Kurt Aland le classe en Catégorie IV. 
Le manuscrit a été examiné par Ermenegildo Pistelli, Kurt Treu, J. Neville Birdsall, et Mario Naldini.
Lieu de conservation
Certains fragments sont actuellement conservés à la Bibliothèque Laurentienne (PSI 2. 124), d'autres autres aux Musées nationaux de Berlin (P. 11863).